# Sindrome delle faccette articolari lombari
La sindrome delle faccette articolari lombari è una delle cause più frequenti di dolore lombare causato dall'infiammazione delle faccette articolari delle vertebre lombari. Può essere acuta e cronica.
Si può curare con antinfiammatori, infiltrazioni, e comunque con una terapia riabilitativa posturale che permetta una più corretta gestione della malattia.